# 헤다 호퍼
헤다 호퍼(Hedda Hopper, 1885년 5월 2일 ~ 1966년 2월 1일)는 미국의 저널리스트, 연극 배우, 영화배우, 텔레비전 배우, 라디오 DJ이다.
할리우드에서 사망하였다. 사인은 폐렴이다. 펜실베이니아주에 매장되었다.

## 영화
- 팻시 (1964년)
- 페페 (1960년)
- 선셋 대로 (1950년)
- 립 더 와일드 윈드 (1942년)
- 아이 원티드 윙스 (1941년)
- 여자들 (1939년)
- 댓츠 라이트 - 유어 롱 (1939년)
- 땡스 포 더 메모리 (1938년)
- 타잔 - 글렌 모리스 편 (1938년)
- 아티스트 & 모델 (1937년)
- 토퍼 (1937년)
- 드라큐라의 딸 (1936년)
- 엘리스 아담스 (1935년)
- 순례여행 (1933년)
- 더 플로디갈 (1931년)
- 플레잉 하이 (1931년)
- 홀리데이 (1930년)
- 해롤드 틴 (1928년)
- 날개 (1927년)